# Héctor Abad Faciolince
Pour les articles homonymes, voir Abad.
Héctor Abad Faciolince est un écrivain, traducteur et journaliste colombien né le 1er octobre 1958 à Medellín.

## Biographie
Son père Héctor Abad Gómez, Professeur de Médecine et Professeur d'Université, fut un défenseur des droits de l'homme en Colombie dans les années 1970 et 1980, jusqu'à son assassinat en 1987.
Il est depuis mai 2008 membre du comité éditorial du journal El Espectador.
En novembre 2010, il est invité, ainsi que onze autres écrivains, à représenter la Colombie dans le cadre de la manifestation Les Belles étrangères, manifestation organisée par le Ministère français de la culture et le Centre national du livre,.
Son livre L'oubli que nous serons, paru en 2010, raconte la vie et la mort de son père, et l'histoire tragique de son pays.
Il est légèrement blessé avec son compatriote Sergio Jaramillo lors d'une frappe meurtrière sur une pizzeria de Kramatorsk le 27 juin 2023. Sa consœur ukrainienne Victoria Amelina n'a pas survécu à l'attaque.

## Publications
- Angosta  (trad. de l'espagnol), Paris, trad. d'Anne Proenza, Éditions JC Lattes, coll. « Littérature étrangère », 2010, 356 p. (ISBN 978-2-7096-3060-3, OCLC 690671341, présentation en ligne)
- Traité culinaire à l'usage des femmes tristes [« Tratado de culinaria para mujeres tristes »]  (trad. de l'espagnol), Paris, trad. de Claude Bleton, Éditions JC Lattes, coll. « Littérature étrangère », 2010, 180 p. (ISBN 978-2-7096-3061-0, présentation en ligne)
- L'oubli que nous serons [« El Olvido que seremos »]  (trad. de l'espagnol), Paris, trad. d'Albert Bensoussan, Éditions Gallimard, coll. « Du monde entier », 2010, 318 p. (ISBN 978-2-07-012602-6, présentation en ligne)[6]
- La Secrète [« La oculta »], Paris, trad. d'Albert Bensoussan, Éditions Gallimard, coll. « Du monde entier », 2016, 403 p.  (ISBN 978-2-07-014973-5)
- Trahisons de la mémoire [« Traiciones de la Memoria »], Paris, trad. d'Albert Bensoussan, Éditions Gallimard, coll. « Arcades », 2016, 403 p.  (ISBN 978-2-07-013579-0)

## Filmographie
- 2020 : L'Oubli de nous serons (El olvido que seremos), film colombien réalisé par Fernando Trueba, d'après le roman éponyme, avec Javier Cámara